# Genna Marias
Genna Marias – zaginiony apokryf gnostycki powstały w II w.
Utwór odnosi się do będącej obiektem zainteresowania gnostyków postaci Marii. Informacje o nim przekazał Epifaniusz w Panarionie. Zdaniem Epifaniusza w utworze znajduje się wiele strasznych i dziwnych rzeczy, m.in. odwołanie do człowieka z głową osła, którą miał ujrzeć Zachariasz w momencie wejścia do świątyni. Kapłan zapytał „Biada wam, kogo czcicie?”, za co, w celu zachowania tajemnicy, zaniemówił. Zdaniem Marka Starowieyskiego motyw głowy osła może być przejawem polemiki antyżydowskiej i antychrześcijańskiej bądź też mieć charakter stricte gnostyczny, związany z przedstawianiem przez gnostyków bogów i archontów z głową osła.
Nie wiadomo, czy wspomniany przez Augustyna utwór De generatione Mariae dotyczy Genna Marias, Protoewangelii Jakuba czy innego utworu.